# Шмалієвський заказник
Шмалієвський — орнітологічний заказник місцевого значення. Об'єкт розташований на території Долинського району Кіровоградської області, поблизу с. Варварівка.
Площа — 20 га, статус отриманий у 1997 році.